# Thomas
| Drenge- | Drenge-   | Pige- | Pige-    | Efter- | Efter-      |
| ------- | --------- | ----- | -------- | ------ | ----------- |
| 1       | Peter     | 1     | Anne     | 1      | Nielsen     |
| 2       | Michael   | 2     | Mette    | 2      | Jensen      |
| 3       | Lars      | 3     | Kirsten  | 3      | Hansen      |
| 4       | Jens      | 4     | Hanne    | 4      | Andersen    |
| 5       | Thomas    | 5     | Anna     | 5      | Pedersen    |
| 6       | Henrik    | 6     | Helle    | 6      | Christensen |
| 7       | Søren     | 7     | Maria    | 7      | Larsen      |
| 8       | Christian | 8     | Susanne  | 8      | Sørensen    |
| 9       | Martin    | 9     | Lene     | 9      | Rasmussen   |
| 10      | Jan       | 10    | Marianne | 10     | Jørgensen   |

Thomas er et drengenavn, der kommer fra "Të'oma", der er aramæisk og betyder "tvilling". Navnet forekommer også i varianterne Tomas, Tommas og Thommas, og i alt omkring 43.000 danskere bærer et af disse navne ifølge Danmarks Statistik. Desuden bruges kortformerne Tom og Tommy ofte som selvstændige fornavne. 
Navnet bruges desuden undertiden som efternavn.

## Kendte personer med navnet

### Fornavn
- Thomas, en af Jesu apostle.
- Thomas Aquinas, italiensk teolog og filosof.
- Thomas Bartholin, dansk læge og anatom.
- Thomas Boberg, dansk forfatter.
- Thomas Bredahl, dansk guitarist i Volbeat og Gob Squad.
- Tomas Brolin, svensk fodboldspiller.
- Thomas Buttenschøn, dansk musiker og sangskriver.
- Thomas Dekker, hollandsk cykelrytter.
- Thomas Dinesen, dansk forfatter og løjtnant.
- Thomas Edison, amerikansk opfinder.
- Thomas Eje, dansk skuespiller og komiker.
- Thomas Stearns Eliot, amerikansk-engelsk forfatter og modtager af Nobelprisen i litteratur.
- Thomas Gravesen, dansk fodboldspiller.
- Thomas Helmig, dansk musiker og sangskriver.
- Thomas Helveg, dansk fodboldspiller.
- Thomas Herman, dansk kok.
- Thomas Hobbes, engelsk matematiker og filosof.
- Thomas Hässler, tysk fodboldspiller.
- Thomas Jefferson, amerikansk præsident.
- Anders Thomas Jensen, dansk manuskriptforfatter og filminstruktør.
- Tomas Villum Jensen, dansk skuespiller og filminstruktør.
- Thomas Kahlenberg, dansk fodboldspiller.
- Thomas Kingo, dansk salmedigter og præst.
- Thomas Koppel, dansk musiker og komponist.
- Thomas Samuel Kuhn, amerikansk videnskabsteoretiker.
- Thomas Bo Larsen, dansk skuespiller.
- Thomas Laub, dansk komponist og organist.
- Tomas Ledin, svensk musiker og sangskriver.
- Thomas Madsen-Mygdal, dansk politiker og statsminister.
- Thomas Malthus, engelsk økonom.
- Thomas Mann, tysk forfatter.
- Thomas More, engelsk forfatter og politiker.
- Thomas Mørk, dansk skuespiller.
- Thomas Nielsen, dansk fagforeningsleder.
- Thomas Paine, engelsk-amerikansk skribent og samfundskritiker.
- Thomas Pynchon, amerikansk forfatter.
- Thomas Ravelli, svensk fodboldspiller.
- Tomáš Rosický, tjekkisk fodboldspiller.
- Thomas Sørensen, dansk fodboldspiller.
- Thomas B. Thrige, dansk fabrikant.
- Thomas Velin, dansk rytter.
- Thomas Vinterberg, dansk filminstruktør.
- Thomas Winding, dansk tv-producer, forfatter og tegner.
- Thomas Young, engelsk fysiker og egyptolog.

### Efternavn
- Dylan Thomas, walisisk digter.
- Lars Thomas, dansk forfatter

## Navnet anvendt i fiktion
- Thomas (lokomotiv) (Thomas the Tank Engine) er hovedperson i en række engelske børnebøger og tv-programmer.
- Dean Thomas er en person fra Harry Potter-serien.
- Thomas er fredløs er en dansk film fra 1967 instrueret af Sven Grønlykke.

## Andre anvendelser
- Sankt Thomas er en af de tre tidligere danske vestindiske øer.
- Thomas-evangeliet